# Хейнгифосс
Хейнгифосс (исл. Hengifoss) — третий по высоте водопад (128 м) в Исландии. Находится на реке Хейнгифоссау в муниципалитете Фльоутсдальсхреппюр в регионе Эйстюрланд. Окружен базальтовыми породами, между которыми располагаются тонкие слои красной глины.
Среди породы можно найти окаменевшие стволы хвойных деревьев, устойчивых к холоду, и лигнит, отражающий теплый климатический период в течение последних лет Третичного периода. Ниже по течению находится водопад Литланесфосс, знаменитый колоннами вулканического происхождения.
Область вокруг водопада является одним из наиболее популярных мест для пешего туризма в Восточной Исландии. От парковки до водопада можно дойти за 40-60 минут.